# Ford Probe

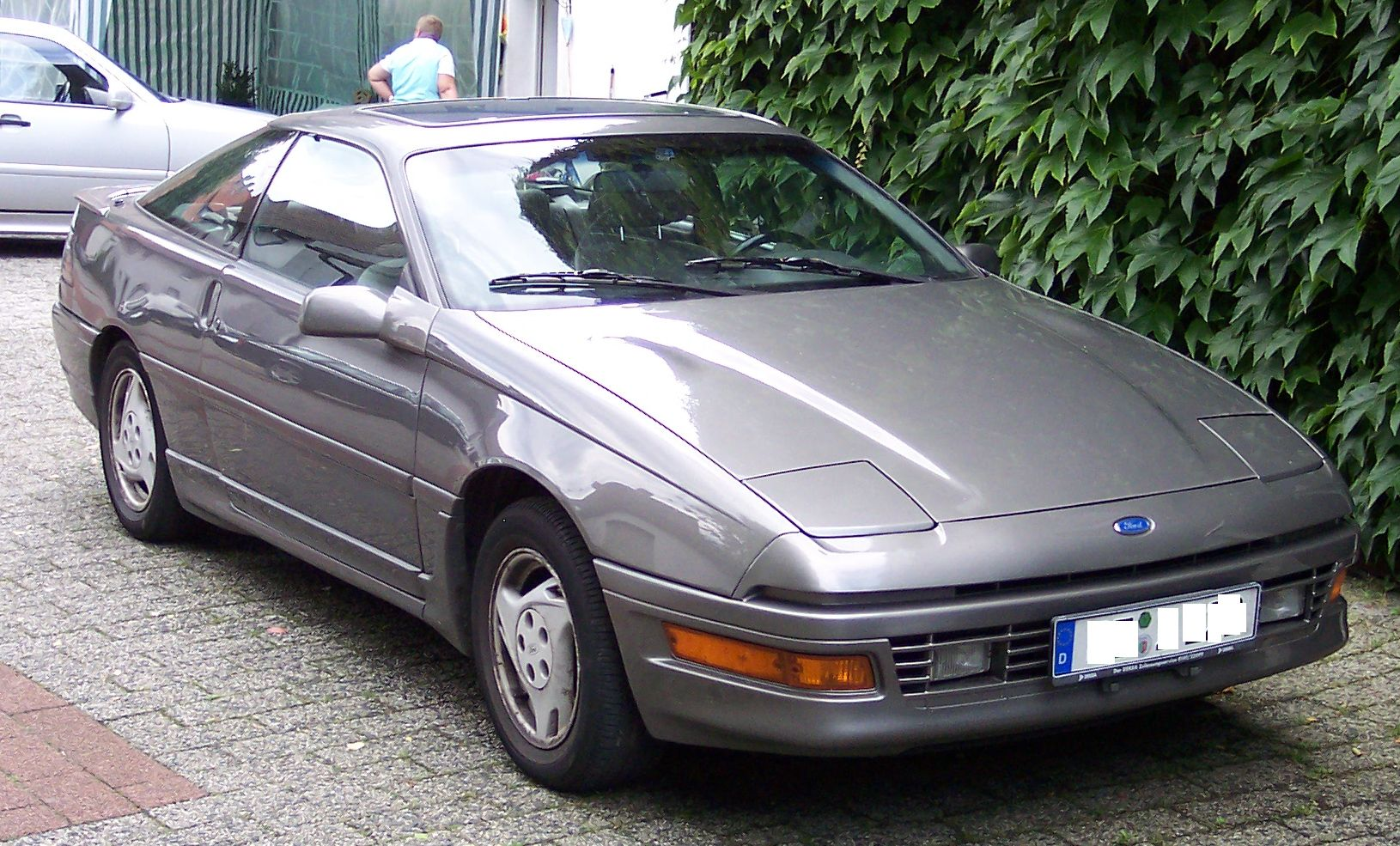
Första generationens Ford Probe.

Ford Probe är en bil som tillverkades av Ford mellan 1988 och 1997, med en ny modell 1992. Denna bil såldes på både den europeiska och amerikanska marknaden. Genom att vara en sportig coupé var bilens syfte att täcka upp den del av marknaden som tidigare fyllts av Ford Capri i Europa, och den var också planerad som en ersättare för Ford EXP (USA) men även Fords kända Mustang. Entusiaster hängivna Mustangen klagade över Probens framhjulsdrift, japanska rötter och avsaknaden av en V8-motor. Ford bestämde sig att då utveckla en ny design för Mustangen istället.
Proben var maskinellt identisk med Mazda MX-6/626 utom i första generationens med V6 motor i och med att den hämtades från Ford Taurus, och båda bilarna delade på Mazdas GD plattform (1988 till 1992) och GE plattform (1993 till 1997). I Amerika byggdes både Probe och MX-6 av AutoAlliance International (Flatrock Michigan), ett Ford/Mazda samarbete. Försäljningen blev inte den Ford hade hoppats på, och försäljningen landade på 837 273 st bilar. Proben konkurrerade med etablerade märken som Toyota Celica, Honda Prelude, och Nissan 200SX, men även modellsyskonet Mazda MX-6. Åren 1990-1997 byggdes det 236.647 exemplar av Ford Probe. Tyvärr sporrade inte namnet "Probe", tilltänkta köpare. När Proben till slut slutade tillverkas år 1997, hade bilen sålts i 32 505 st enheter av den årsmodellen.
1993 kom generation 2 till Tyskland, då övriga Europa fick vänta på den Europaanpassade versionen som kom året efter, medan alla 93:or byggdes om till godkänt utförande i Köln, bland annat byttes bakljus och lamporna i frontspoilern samt monterades dimbakljus, utseendemässigt skiljer sig 93:orna genom att ha regskylten bak mellan bakljusen och då med liten utrymme, det ändrades till stort utrymme och placering i stötfångaren året efter, utrymmet mellan bakljusen fylldes med en reflexramp, bakljusen byttes även på 94:orna med blinkers på ytterkanterna i stället för mitt på, dimbakljuset integrerades i bakljusen, och på 93:orna skars en bit ut i stötfångaren, skrikigaste färgen 93 var Calypsogrönt.
1994 tillkom en "special edition" av proben i färgen Wild Orchid. Detta var en mycket speciell färg, en slags mörkt vinröd/lila-metallic-färg med klarlack över. Utgåvan av bilen var väldigt begränsad och inkluderade lilafärgat material i mitten av sätena, logotypen "PROBE" broderad i tygmattorna och "PROBE" emblemet bak var också färgat i lila. 1997 tillkom en GTS-modell. Lik de andra modellerna i styrka och utseende, med möjlighet att välja ett "GTS Sport Appearance Package". Detta innehöll möjligheten till dubbla racing-stripes, som började vid framspoilern och tog sig över bilen och slutade rakt ovanför mittenreflektorn mellan bakljusen. Kromade 16"-fälgar fanns också med i tillvalet, samt en blank centerkonsol (den mellan bakljusen).
Egentligen skulle bara tillverkningen göra ett uppehåll över året, då det fanns planer att låta bilen återkomma 1999 som en kusin till den nya Mercury Cougar (Ford Cougar) som byggd på Fords nya plattform som delades med Ford Mondeo och använde sig av Zetec- och Duratec-motorerna. Ett rejält avstamp från Mazdas överlägsna plattform- och motorprogram. Dessa planer skrotades efter försäljningssuccén från Ford Escort ZX2 gjorde att behovet för en liten sportig coupé fylldes som i sin tur gjorde Proben mer eller mindre obehövlig.